# John R. Pasta
John R. Pasta (* 22. Oktober 1918 in New York City; † 5. Juni 1984 in Chicago) war ein US-amerikanischer Physiker und Informatiker.

## Werdegang
John R. Pasta wuchs in New York City auf und arbeitete zunächst als Makler und Polizist. Anschließend nahm er am City College of New York ein Physikstudium auf, musste das City College jedoch zur Zeit der Großen Depression verlassen und eine anderweitige Arbeit aufnehmen.
Während des Zweiten Weltkrieges diente er als Kryptographie- und Radarexperte in der US Army.
Nach dem Krieg konnte er aufgrund seines Wehrdienstes nach dem G. I. Bill of Rights sein Studium am City College wieder aufnehmen und erlangte 1951 einen Abschluss als Ph.D. in Theoretischer Physik an der New York University. Danach arbeitete Pasta 1952 am Los Alamos National Laboratory unter Nicholas Metropolis an dem Computer MANIAC I. In Los Alamos war er an der Auslegung von frühen Computersystemen für Berechnungen im Waffenbau beteiligt.
Anschließend arbeitete er zusammen mit Enrico Fermi und Stanisław Marcin Ulam am Fermi-Pasta-Ulam-Experiment, dem Projekt, durch das er bekannt wurde und dessen Ergebnisse zwischen Physikern und Forschern im Bereich der Chaostheorie stark diskutiert wurde. 1956 ging er auf Einladung John von Neumanns als Computerexperte zur Atomic Energy Commission, wo er die Unterabteilung Mathematics and Computer aufbaute, der er vier Jahre vorstand. 1961 nahm er den Ruf auf eine Forschungsprofessur am Digital Computer Laboratory an der University of Illinois an, wo er unter anderem am Großrechner ILLIAC 2 arbeitete. 1964 wurde das Labor zur Fakultät für Informatik umbenannt, die Pasta dann bis zu seinem Ausscheiden 1970 leitete.

## Publikationen
- E. Fermi, J. Pasta, S. Ulam: Studies of Nonlinear Problems, Document LA-1940. Hrsg.: Los Alamos Scientific Laboratory of the University of California. Mai 1955 (englisch, osti.gov [PDF]).